# ふじが丘西
ふじが丘西（ふじがおかにし）は、大分県大分市の地名。現行行政地名はふじが丘西一丁目からふじが丘西三丁目。住居表示実施済区域。

## 地理
大分市の稙田地区に属し、南東にふじが丘東、南にふじが丘南、西と北に大字田尻と接している。

## 歴史

### 沿革
- 2022年（令和4年）1月8日 - 住居表示を実施に伴い、大字田尻の一部（通称はふじが丘西区）から、ふじが丘西一丁目からふじが丘西三丁目を新設[5]。

### 町名の変遷
| 実施後           | 実施年月日              | 実施前（各町名ともその一部、公称のみ） |
| ---------------- | ----------------------- | -------------------------------------- |
| ふじが丘北一丁目 | 2022年（令和4年）1月8日 | 大字田尻（各一部）                     |
| ふじが丘北二丁目 | 2022年（令和4年）1月8日 | 大字田尻（各一部）                     |
| ふじが丘北三丁目 | 2022年（令和4年）1月8日 | 大字田尻（各一部）                     |

## 世帯数と人口
2022年（令和4年）3月31日現在（大分市発表）の世帯数と人口は以下の通りである。
| 丁目・通称                     | 世帯数  | 人口    |
| ------------------------------ | ------- | ------- |
| ふじが丘西一丁目               | 187世帯 | 424人   |
| ふじが丘西二丁目               | 127世帯 | 271人   |
| ふじが丘西三丁目・ふじが丘西区 | 205世帯 | 451人   |
| 計                             | 519世帯 | 1,146人 |

## 学区
市立小・中学校に通う場合、学区は以下の通りとなる（2022年4月時点）。
| 丁目             | 番・番地等 | 小学校                                  | 中学校               |
| ---------------- | ---------- | --------------------------------------- | -------------------- |
| ふじが丘西一丁目 | 全域       | 大分市立田尻小学校                      | 大分市立稙田南中学校 |
| ふじが丘西二丁目 | 全域       | 大分市立田尻小学校                      | 大分市立稙田南中学校 |
| ふじが丘西三丁目 | 一部       | 大分市立田尻小学校 大分市立東稙田小学校 | 大分市立稙田南中学校 |

## その他

### 日本郵便
- 郵便番号 : 870-1185[2]（集配局 : 大分南郵便局[7]）。